# Kaga socken
Kaga socken i Östergötland ingick i  Hanekinds härad, uppgick 1967 i Linköpings stad och området ingår sedan 1971 i Linköpings kommun och motsvarar från 2016 Kaga distrikt.
Socknens areal är 18,39 kvadratkilometer varav 15,03 land. År 2000 fanns här 478 invånare. Sockenkyrkan Kaga kyrka ligger i socknen. 

## Administrativ historik
Kaga socken har medeltida ursprung. 
Vid kommunreformen 1862 övergick socknens ansvar för de kyrkliga frågorna till Kaga församling och för de borgerliga frågorna till Kaga landskommun. Landskommunen inkorporerades 1952 i Kärna landskommun som 1967 uppgick i Linköpings stad som 1971 ombildades till Linköpings kommun. Församlingen uppgick 2014 i Kärna församling.
1 januari 2016 inrättades distriktet Kaga, med samma omfattning som församlingen hade 1999/2000. 
Socknen har tillhört samma fögderier och domsagor som Hanekinds härad.  De indelta soldaterna tillhörde Andra livgrenadjärregementet, Vestanstångs kompani.

## Geografi
Kaga socken ligger nordväst om Linköping, vid sydvästra stranden av Roxen med Svartån i norr. Socknen består av en uppodlad slättbygd.

## Fornlämningar

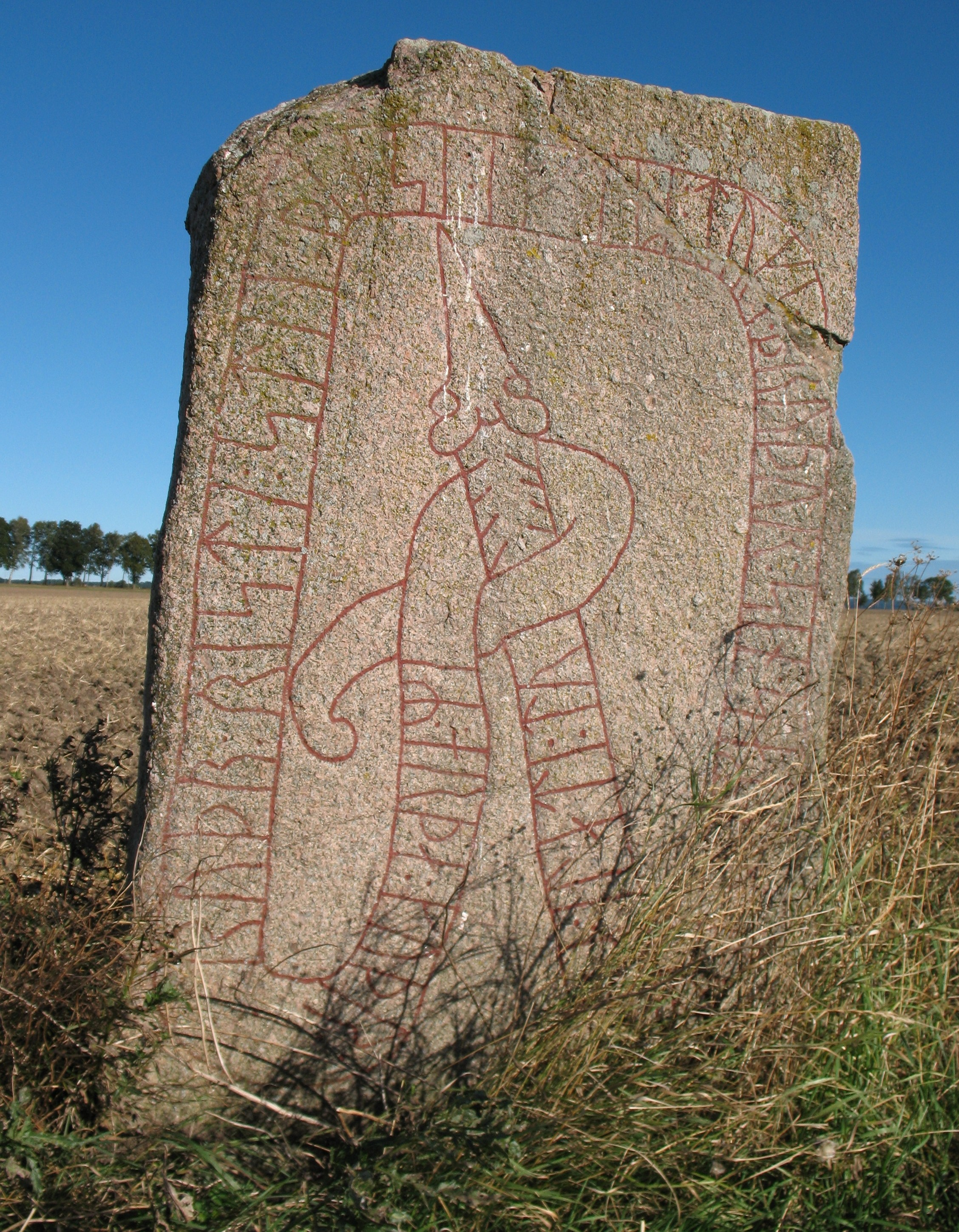
Östergötlands runinskrifter 104 vid Gillberga

Kända från socknen är gravhögar och stensättningar från järnåldern. Tre runristningar är kända.

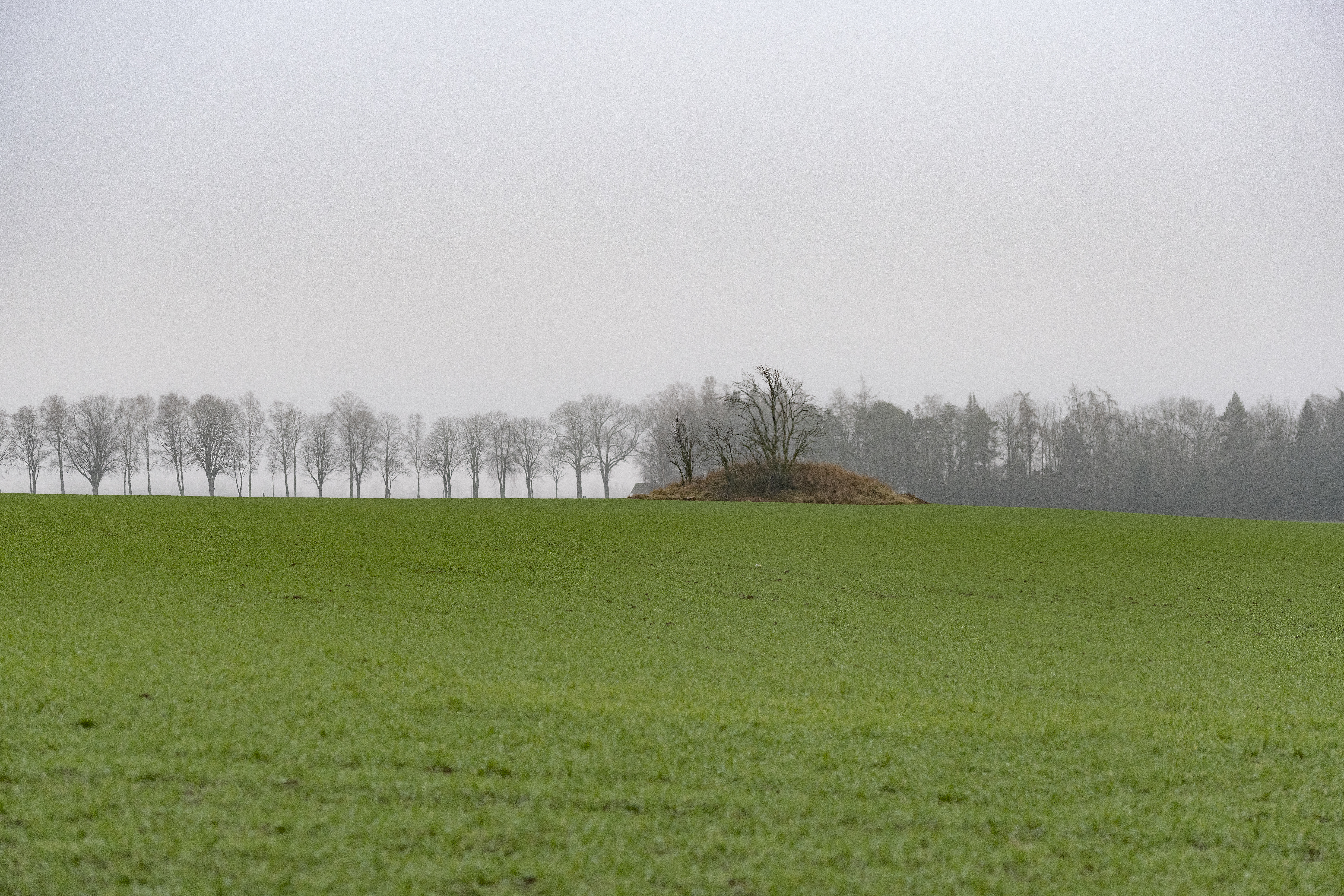
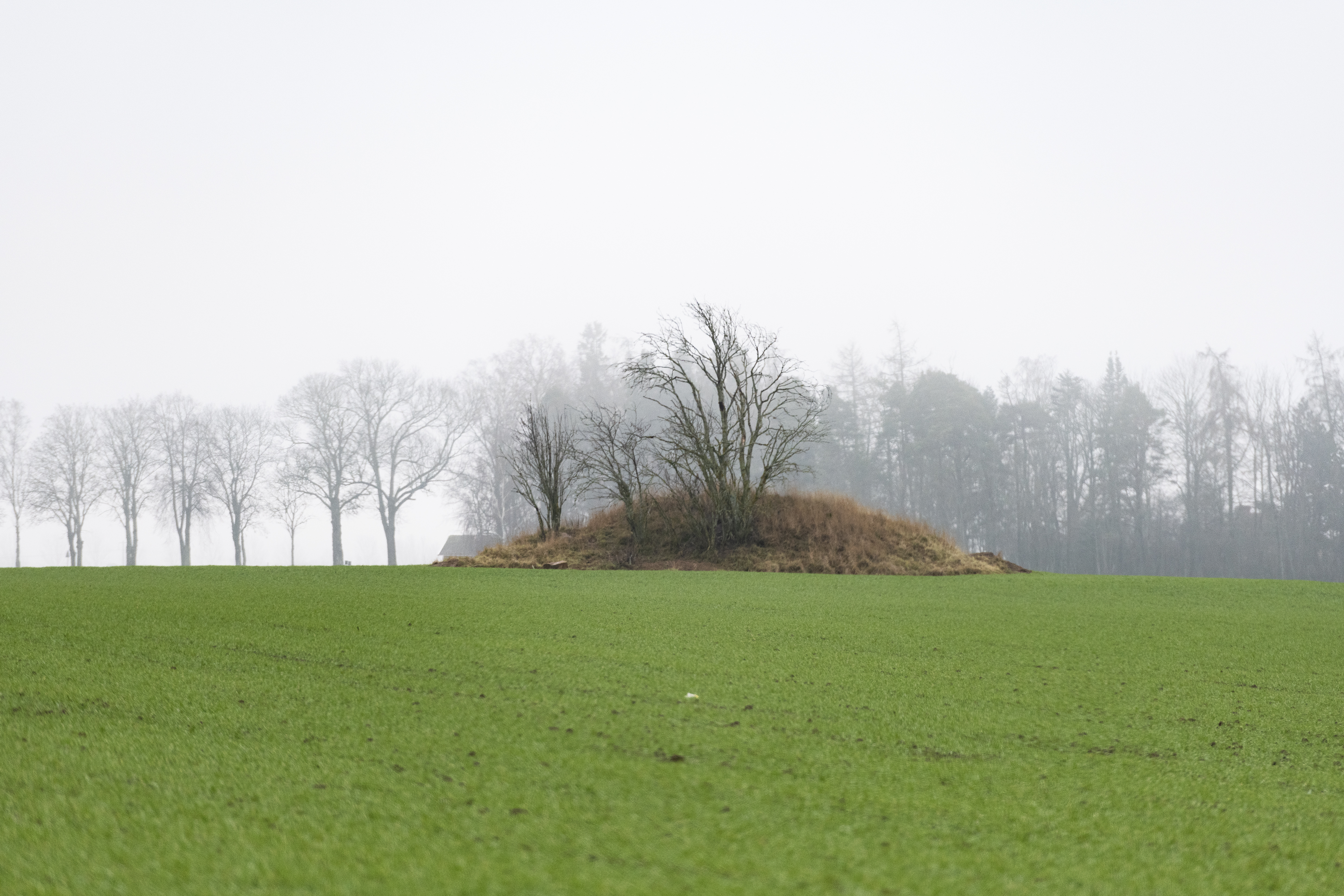
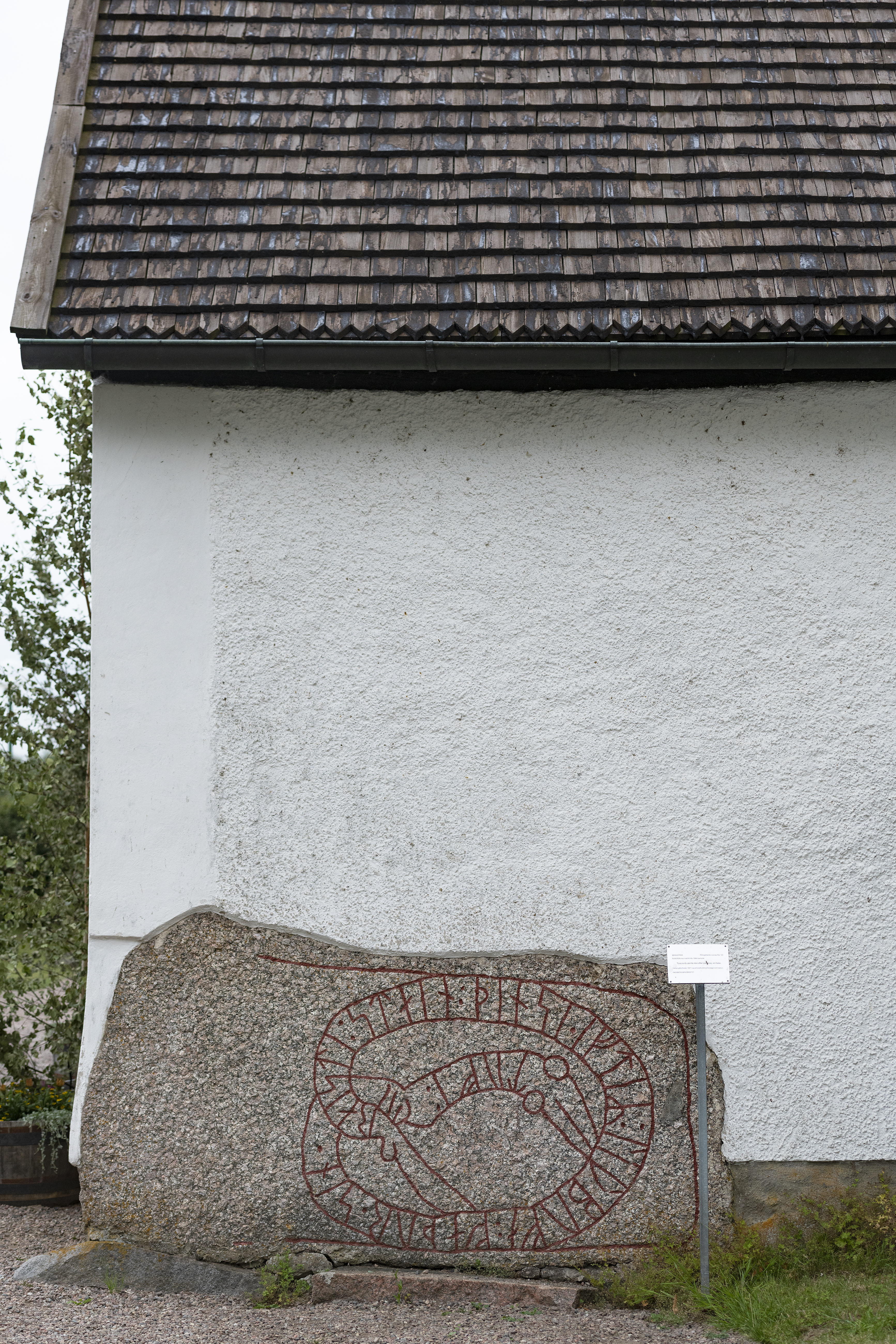
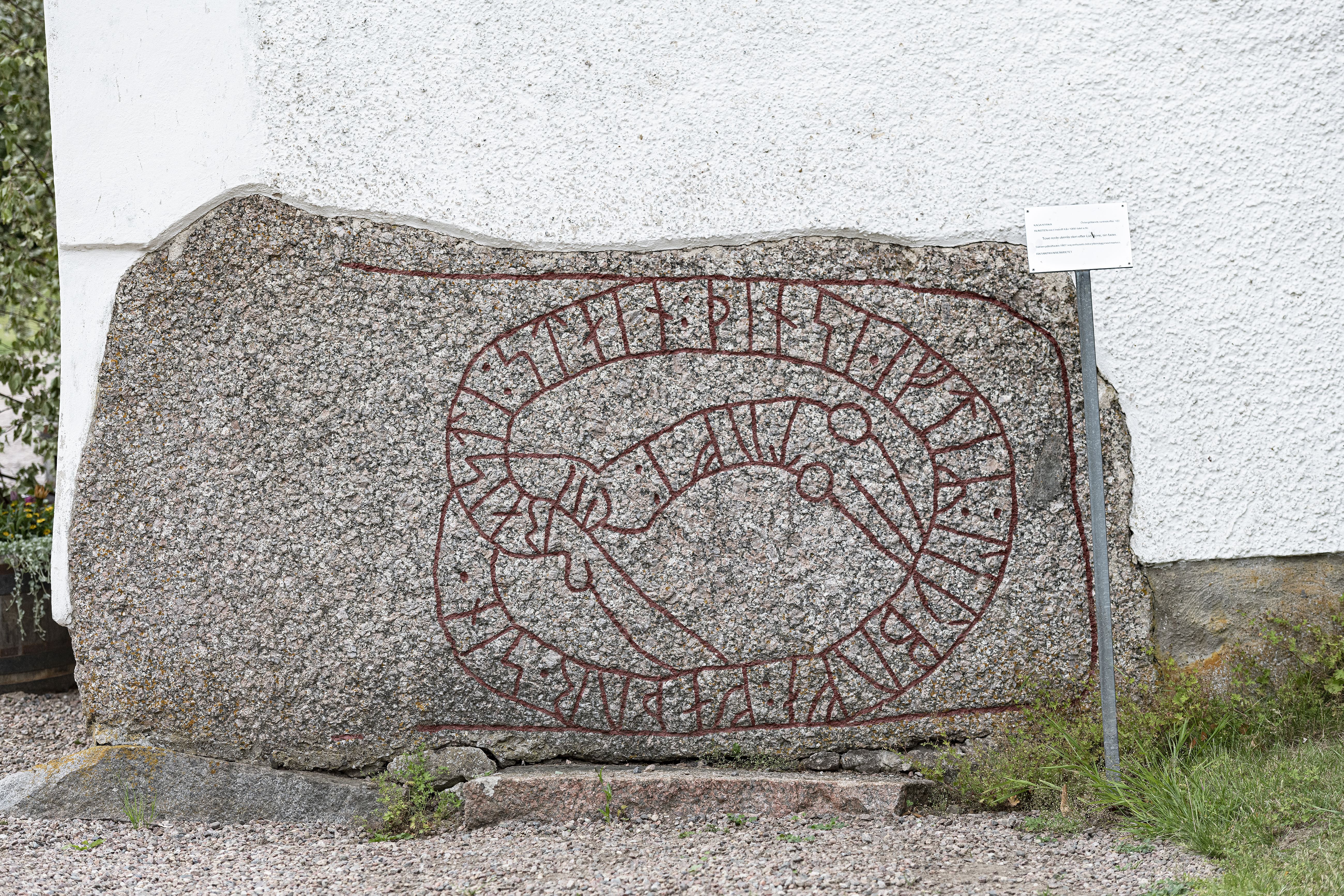

## Namnet
Namnet (1266 Kafuögum) kommer från kyrkbyn. Förleden kan innehålla kaf med syftning på stillastående, översvämmande vatten och som då kan ha använts för Svartåns nedre lopp vid kyrkan i ett ånamn Kava. Efterleden är hög syftande på den mindre höjd kyrkan ligger på.

### Fotnoter
1. 1 2  Svensk Uppslagsbok andra upplagan 1947–1955: Kaga socken
2. 1 2  Harlén, Hans; Harlén Eivy (2003). Sverige från A till Ö: geografisk-historisk uppslagsbok. Stockholm: Kommentus. Libris 9337075. ISBN 91-7345-139-8
3. ↑  ”Församlingar”. Statistiska centralbyrån. https://www.scb.se/hitta-statistik/regional-statistik-och-kartor/regionala-indelningar/forsamlingar/. Läst 30 december 2022.
4. ↑  Administrativ historik för Kaga socken (Klicka på församlingsposten). Källa: Nationella arkivdatabasen, Riksarkivet.
5. 1 2  Sjögren, Otto (1931). Sverige geografisk beskrivning del 2 Östergötlands, Jönköpings, Kronobergs, Kalmar och Gotlands län. Stockholm: Wahlström & Widstrand. Libris 9939
6. 1 2  Nationalencyklopedin
7. ↑  Fornlämningar, Statens historiska museum: Kaga socken
8. ↑  Fornminnesregistret, Riksantikvarieämbetet: Kaga socken Fornminnen i socknen erhålls på kartan genom att skriva in sockennamn (utan "socken") i "Ange geografiskt område"
9. ↑  Mats Wahlberg, red (2003). Svenskt ortnamnslexikon. Uppsala: Institutet för språk och folkminnen. Libris 8998039. ISBN 91-7229-020-X. https://isof.diva-portal.org/smash/get/diva2:1175717/FULLTEXT02.pdf